# Kevan Gosper

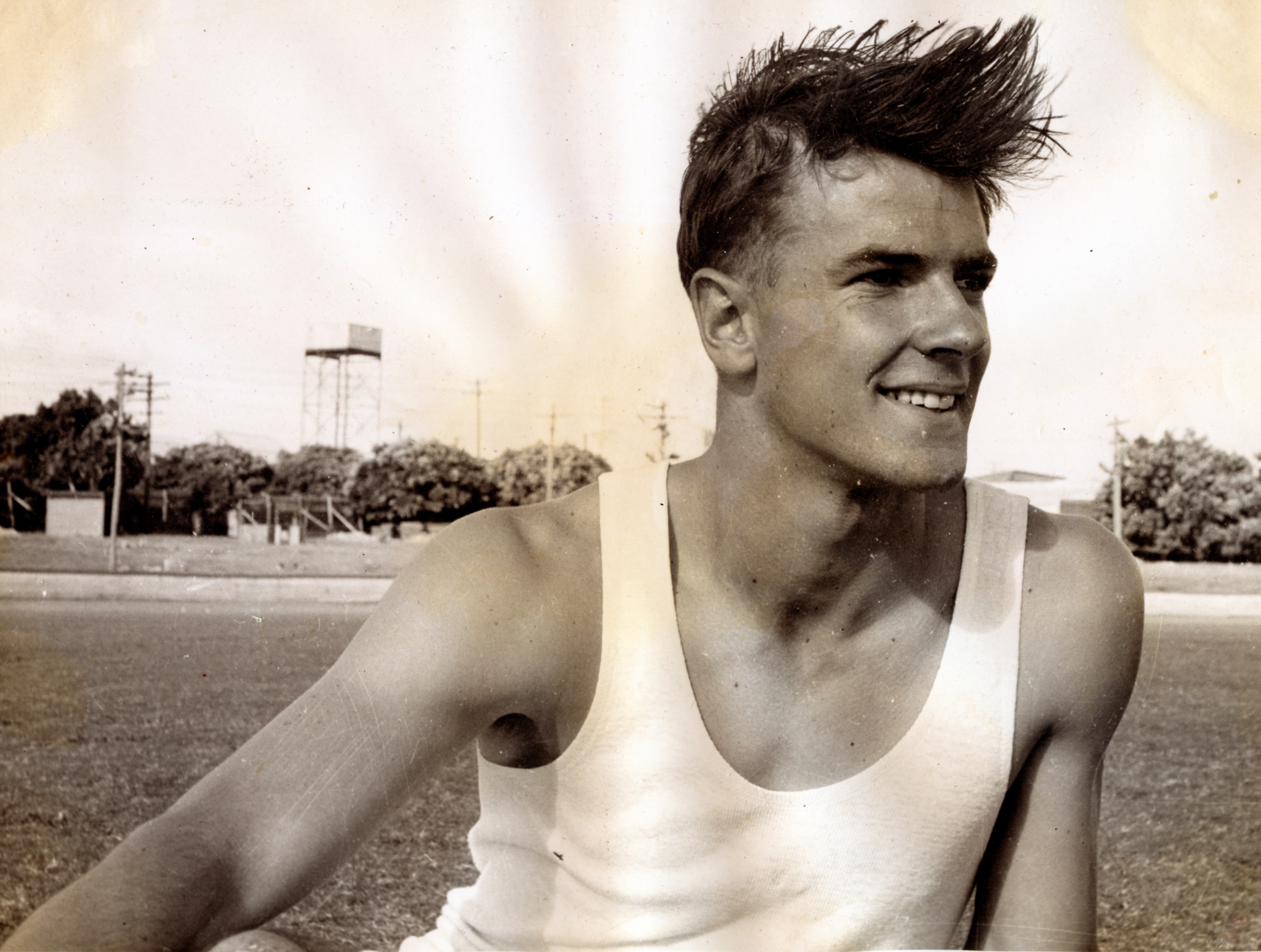
Kevan Gosper (1951)

Kevan Gosper AO (Richard Kevan Gosper; * 19. Dezember 1933 in Newcastle, New South Wales; † 19. Juli 2024) war ein australischer Sprinter.
Bei den British Empire and Commonwealth Games 1954 in Vancouver gewann er Gold über 440 Yards und jeweils Bronze in der 4-mal-110- und 4-mal-440-Yards-Staffel.
1956 erreichte er bei den Olympischen Spielen in Melbourne über 400 Meter das Halbfinale. In der 4-mal-400-Meter-Staffel holte er mit der australischen Mannschaft in der Besetzung Leon Gregory, David Lean, Graham Gipson und Gosper die Silbermedaille.
Bei den British Empire and Commonwealth Games 1958 in Cardiff gewann er erneut Bronze in der 4-mal-110-Yards-Staffel, bei den Olympischen Spielen 1960 in Rom schied er über 400 Meter im Halbfinale aus.
Von 1956 bis 1960 wurde er fünfmal in Folge australischer Meister über 440 Yards, 1957 auch über 220 Yards.
Ab 1977 war Kevan Gosper Mitglied des Internationalen Olympischen Komitees (IOC), ab 2014 war er Ehrenmitglied.
Kevan Gosper starb am 19. Juli 2024 im Alter von 90 Jahren nach kurzer Krankheit. Ian Chesterman, Vorsitzender des Australischen Olympischen Komitees, sagte: „Kevan war einer der wahren Großen der olympischen Bewegung, nicht nur in Australien, sondern weltweit.“